# Serneus
Serneus ([sɛrˈnøɪ̯s], toponimo tedesco) è una frazione del comune svizzero di Klosters, nella regione Prettigovia/Davos (Canton Grigioni).

## Storia
Già comune autonomo, nel 1865 è stato aggregato al comune di Klosters, che dal 1973 al 2020 ha avuto ufficialmente il nome di "Klosters-Serneus".

## Monumenti e luoghi d'interesse

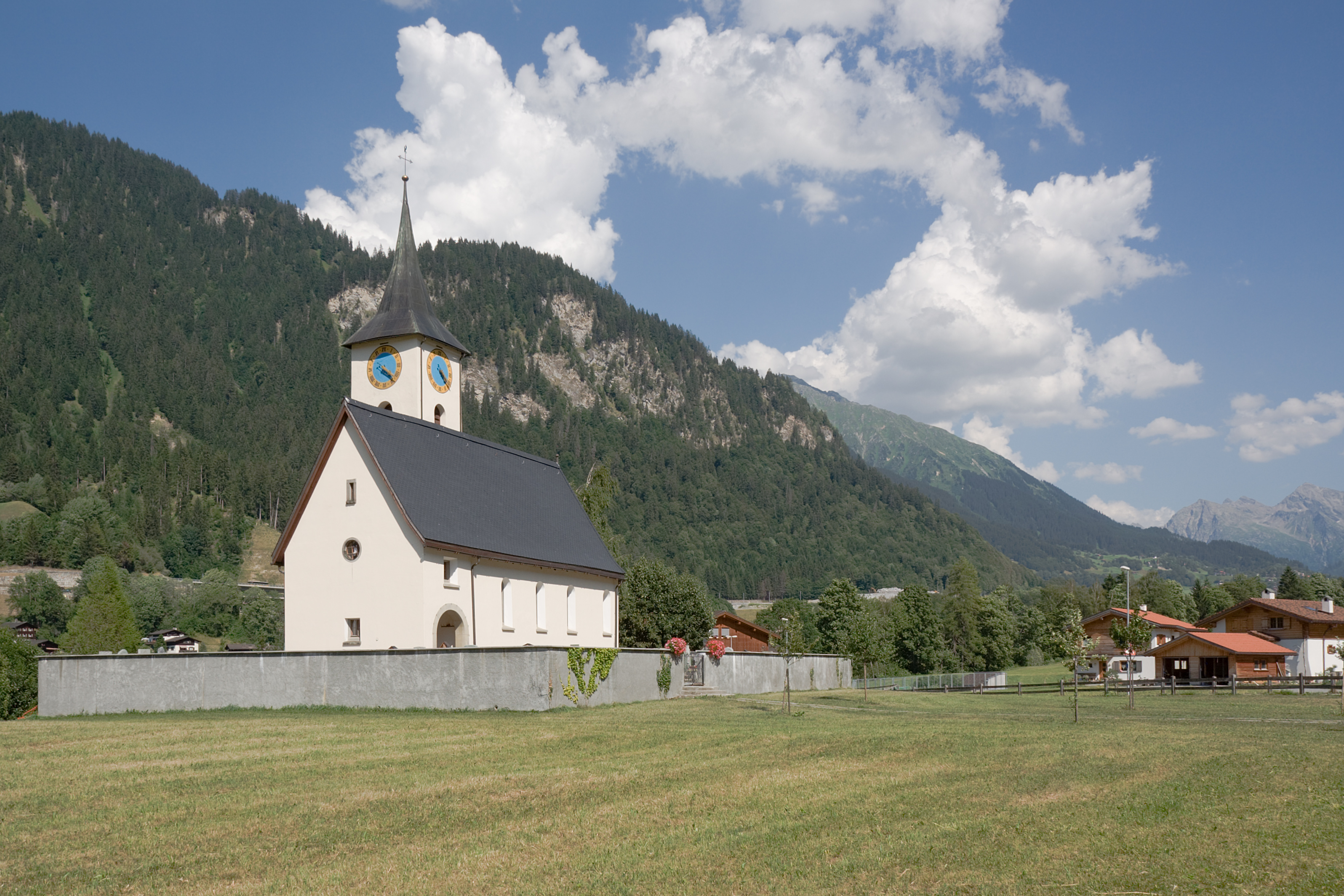
La chiesa riformata

- Chiesa riformata di San Sebastiano, eretta nel 1479 e ristrutturata nel 1929[3].

## Economia
Serneus è una stazione termale sviluppatasi dal 1617.

## Infrastrutture e trasporti

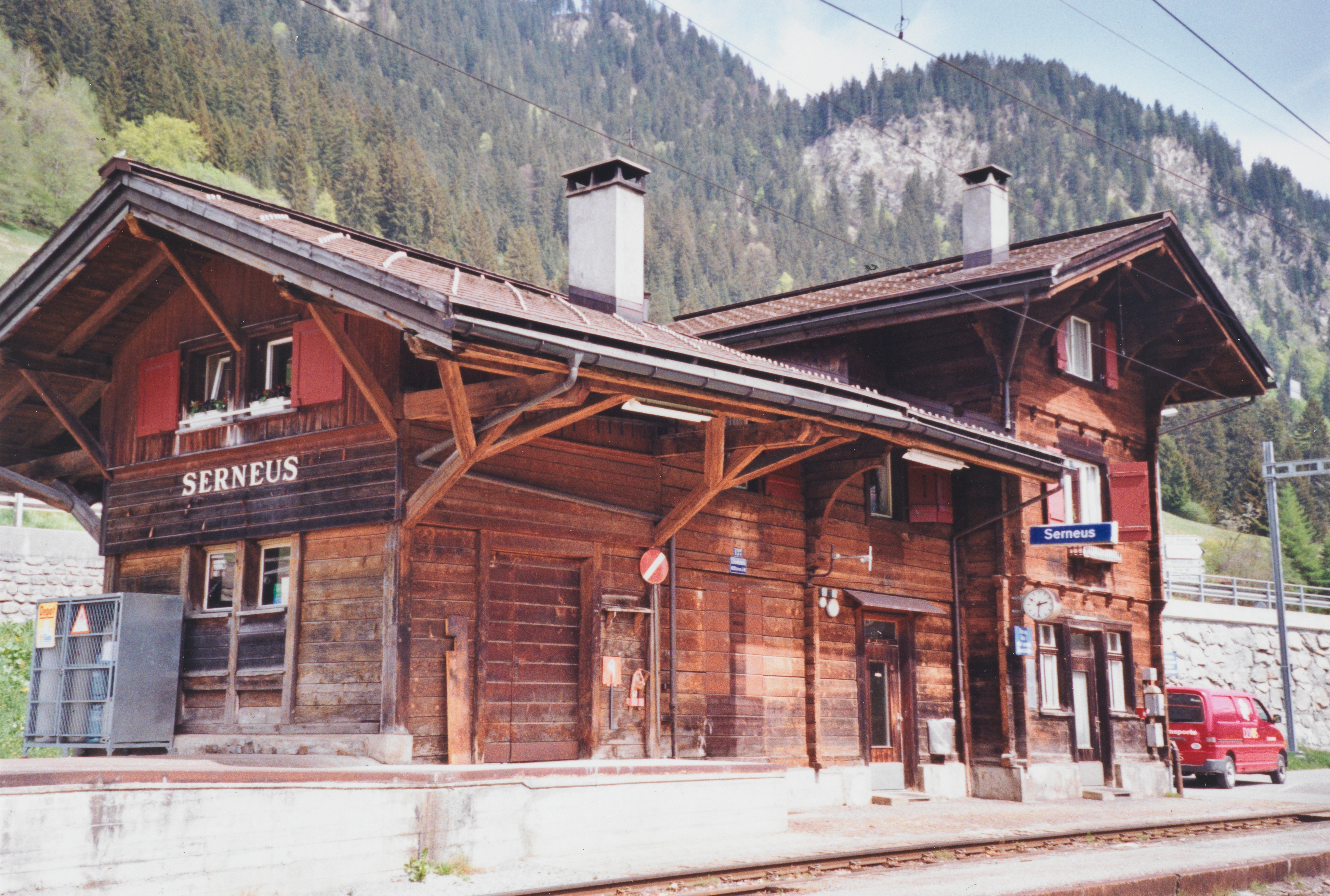
La stazione di Serneus

Serneus è servita dall'omonima stazione della Ferrovia Retica, sulla linea Landquart-Davos.